# 박태원 (정치인)
박태원(? ~ )은 조선민주주의인민공화국의 정치인이다. 내각 수산상이다. 최고인민회의 제12기 대의원이다.

## 경력
1992년 9월 함남 단천수산사업소 초급당비서를 거쳐 1993년 10월 함남 신포수산사업소 초급당비서에 임명되었다. 2003년 1월 함남 먼바다어업연합기업소 당위원회 책임비서를 지냈으며, 2008년부터 내각 수산상으로 재임 중이다.

## 최고인민회의 대의원
2009년 4월 최고인민회의 제12기 대의원으로 선출되었다.